# Dretyń
Dretyń (kaszub. Dretiń, dawniej: niem. Treten) – wieś w Polsce położona na granicy Wysoczyzny Polanowskiej i Pojezierza Bytowskiego, w województwie pomorskim, w powiecie bytowskim, w gminie Miastko.
Miejscowość przy drodze krajowej nr 21. Siedziba nadleśnictwa i placówki Ochotniczej Straży Pożarnej, stanowi sołectwo gminy Miastko.
Okoliczne torfowiska są obszarem lęgowym żurawi.
W latach 1954–1968 wieś należała i była siedzibą władz gromady Dretyń, po jej zniesieniu w gromadzie Miastko. W latach 1975–1998 miejscowość administracyjnie należała do województwa słupskiego.

## Historia
Wieś notowana w dokumentach źródłowych od roku 1535 pod nazwą Treten, podobnie w roku 1618, 1798. Słownik geograficzny Królestwa Polskiego z roku 1892 wymienia Treten (Dretyń) jako wieś i dobra rycerskie w Pomeranii, powiecie miastkowskim – gdzie krzyżują się trakty do Słupska, Miastka i Sławna. Wieś posiadała własną stację pocztową. Według noty dobra tutejsze dzierżyli poprzednio von Massow, od 1885 hrabia Koenigsdorf. W 1886 urodził się tu malarz Otto Kuske.